# Округ Хил (Тексас)
Округ Хил (енгл. Hill County) је округ у америчкој савезној држави Тексас. По попису из 2010. године број становника је 35.089.

## Демографија
Према попису становништва из 2010. у округу је живело 35.089 становника, што је 2.768 (8,6%) становника више него 2000. године.
| Група             | 2000.          | 2010.          |
| Белци             | 25.079 (77,6%) | 25.836 (73,6%) |
| Афроамериканци    | 2.391 (7,4%)   | 2.224 (6,3%)   |
| Азијати           | 82 (0,3%)      | 118 (0,3%)     |
| Хиспаноамериканци | 4.360 (13,5%)  | 6.427 (18,3%)  |
| Укупно            | 32.321         | 35.089         |